# Betws Gwerfil Goch
Betws Gwerfil Goch är en community i Storbritannien.   Den ligger i kommunen Denbighshire och riksdelen Wales, i den södra delen av landet, 280 km nordväst om huvudstaden London. Antalet invånare är 351.